# Ульріх фон Вальдов
Герман Курт Ульріх фон Вальдов (нім. Hermann Kurt Ulrich von Waldow; 31 травня 1881, Вольденберг — 18 травня 1948, Розенгайм) — німецький офіцер, генерал-лейтенант вермахту.

## Біографія
22 березня 1900 року вступив в Прусську армію. Учасник Першої світової війни. Після демобілізації армії залишений в рейхсвері. 31 січня 1933 року вийшов у відставку.
В серпні 1939 року переданий в розпорядження вермахту і призначений командувачем запасними частинами 1-го військового округу. З листопада 1939 року — командир 150-ї дивізії (з грудня — дивізія №141). 31 березня 1942 року відправлений в резерв фюрера, 31 травня звільнений у відставку.

## Нагороди
- Залізний хрест 2-го і 1-го класу
- Орден Альберта (Саксонія), лицарський хрест 1-го класу з мечами
- Медаль «За відвагу» (Гессен)
- Ганзейський Хрест (Гамбург)
- Хрест «За військові заслуги» (Мекленбург-Шверін) 2-го класу
- Хрест «За військові заслуги» (Брауншвейг) 2-го класу
- Військовий Хрест Фрідріха-Августа (Ольденбург) 2-го і 1-го класу
- Орден дому Саксен-Ернестіне, лицарський хрест 1-го класу з мечами
- Хрест «За заслуги у війні» (Саксен-Мейнінген)
- Хрест «За військові заслуги» (Ліппе)
- Хрест «За військові заслуги» (Австро-Угорщина) 3-го класу з військовою відзнакою
- Королівський орден дому Гогенцоллернів, лицарський хрест з мечами
- Хрест «За вислугу років» (Пруссія)
- Орден Святого Йоанна (Бранденбург), почесний лицар
- Почесний хрест ветерана війни з мечами